# 天主教格兰德艾兰教区
天主教格蘭德艾蘭教區（拉丁語：Dioecesis Insulae Grandis）是美國一個羅馬天主教教區，屬奧馬哈總教區。
範圍包括內布拉斯加州西北部，教座位於格蘭德艾蘭。2006年有教友58,200人（佔轄區總人口16.4%）、四十九個堂區、六十名司鐸。現任教區主教為威廉·若瑟·登丁格。
卡尼教區成立於1912年3月8日。1917年4月11日易名至今。